# ائرو ای.۲۲
ائرو ای. ۲۲ (به انگلیسی: Aero A.22) یک هواپیمای ساختِ آئرو ودوخودی است. نخستین استفاده‌کنندهٔ این هواپیما چکسلواکی بوده‌است.